# Juhan Liiv
Juhan Liiv (Alatskivi, 30 april 1864 - Koosa, 1 december 1913) was een bekende Estse dichter en prozaschrijver. Hij groeide op in een arm, religieus gezin en zijn poëzie en verhalen werden beïnvloed door zijn mentale ziekte, armoede en gebrek aan menselijke verbondenheid. Zijn meest beroemde werk is het donkere en sombere korte verhaal "Vari" ("De Schaduw"). Liiv, die leed aan schizofrenie, heeft zijn hele leven gestreden met geestesziekte. Zijn poëzie kenmerkt zich door een gevoel van somberheid, maar er zijn ook gedichten waarin hij de natuur en zijn liefde voor Estland, zijn vaderland, beschrijft. Na zijn dood is ter ere van zijn nalatenschap het Juhan Liiv Museum opgericht en wordt jaarlijks de Juhan Liiv Prijs uitgereikt. De prijs werd voor het eerst uitgereikt in 1965 vanuit de gemeente van Alatskivi. Het Juhan Liiv Museum is gevestigd in Rupsi.

## Exterme links
- Juhan Liiv Museum